# ایزنوگود
ایزنوگود (فرانسوی: Iznogoud‎) یک فیلم کمدی فرانسوی به کارگردانی پاتریک برائوده است که در سال ۲۰۰۴ فیلمبرداری و در سال ۲۰۰۵ منتشر شد. این فیلم بر اساس کمیک استریپی به همین نام اثر رنه گوسینی و ژان تاباری ساخته شده است.

## گزیدهٔ بازیگران
- مایکل یون
- ژاک ویلره
- کاد مراد
- فرانک دوبوسک
- برنارد فارسی
- السا پاتاکی
- روفوس
- ورنن دابچف
- صوفیا السعیدی
- الی سیمون
- پاتریک برائوده